# Ministère des Mines et de la Géologie
Le ministère des Mines et de la Géologie est un ministère guinéen dont le  ministre est Bouna Sylla.

## Titulaires depuis 2010
| Nom | Nom                   | Dates du mandat | Dates du mandat | Gouvernement(s)            |
| --- | --------------------- | --------------- | --------------- | -------------------------- |
|     | Mohamed Lamine Fofana | 24/12/2010      | 15/01/2014      | Saïd Fofana I              |
|     | Kerfalla Yansané      | 20/01/2014      | 26/12/2015      | Saïd Fofana II             |
|     | Abdoulaye Magassouba  | 07/01/2016      | 05/09/2021      | Youla, Kassory I et II     |
|     | Moussa Magassouba     | 04/11/2021      | 19/02/2024      | Béavogui et Bernard Goumou |
|     | Bouna Sylla           | 13/3/2024       | En cours        | Bah Oury                   |